# Procynocephalus
Procynocephalus — викопний рід приматів з родини Мавпові (Cercopithecidae). Існував у пліоцені та ранньому плейстоцені в Південній Азії. Скам'янілі рештки представників роду знайдено на півночі Індії та півдні Китаю.

## Види
Рід містить два види:
- Procynocephalus subhimalayanus, von Meyer, 1848
- Procynocephalus wimani, Schlosser, 1824